# Cinéma ivoirien

Un clap aux couleurs du drapeau ivoirien.

Le cinéma ivoirien englobe les films et l'ensemble de la filière cinématographique en Côte d'Ivoire.
Depuis l'avènement du numérique en 2004, de nouveaux films sont créés régulièrement. Il s'agit en autres de "citons Coupé décaler de Fadiga Demilano", Les bijoux du sergent Digbeu d'Alex Quassy, Signature d'Alain Guikou, Les aventures de kinanki de Koukougnon Osri Yvane ou encore Un homme pour deux sœurs de Marie-Louise Asseu.
La sphère cinématographique compte aujourd'hui, plusieurs sorties en moyenne, tous les trois ce qui pourrait être considéré comme une grande révolution depuis sa création jusqu'à maintenant. Malgré ces prouesses, les producteurs ivoiriens connaissent d'énormes difficultés quant au un financement décent et face au fait qu'il n' y ait aucune école de cinéma en Côte d'Ivoire. Désormais les passionnés du 7e art ont à leurs dispositions des écoles et structures de cinéma afin d'être plus compétents .

## Naissance du cinéma ivoirien
Le cinéma ivoirien, à l'instar des cinéma des autres pays d'Afrique noire francophone, est demeuré longtemps aux mains de réalisateurs, de producteurs et de distributeurs blancs.
Cependant, après avoir fait la rencontre de Maurice Cloche, réalisateur, scénariste, producteur et photographe français, né le 17 juin 1907, lors d’une mission à Paris, un Conseiller Technique de la Direction de l’Information ivoirienne lui fait parvenir un scénario. Maurice Cloche trouve le manuscrit très intéressant et propose de le réaliser en coproduction avec le Gouvernement Ivoirien.
Pour éviter les lourdeurs administratives et faciliter cette collaboration, l'on crée en 1962, la Société Ivoirienne du Cinéma (SIC). Malgré toutes ces dispositions, ce premier film Franco-Ivoirien intitulé « Adou ou le Prométhée Noir » ne vit jamais le jour. Toutefois, la SIC, créée pour remplacer le service de cinéma du Ministère de l’Information, continua d'exister.
Plus tard en 1963, la télévision ivoirienne est ouverte. Le gouvernement ivoirien décide d’incorporer la SIC à la RTI.
En 1964, un an après la création de la RTI, avec quelques techniciens de la télévision ivoirienne et sur financement de la SIC, Timité Bassori, un jeune ivoirien écrit et réalise le tout premier film ivoirien '' Sur la Dune de la Solitude ''. Le film de 32 minutes raconte, en noir et blanc, l’histoire de la rencontre de deux jeunes gens un soir au bord de la lagune. Tous deux font connaissance et passe la nuit au bord de l’eau. Le lendemain matin au réveil, le jeune homme constate la disparition de la jeune femme. Curieusement, plus tard, le jeune homme retrouvera le visage de sa compagne d’une nuit sur un lit mortuaire.
Ce film marque le début du « cinéma »d'origine ivoirienne.

## Genres

### Cinéma d'animation
Longtemps cantonné aux courts métrages, le cinéma d'animation ivoirien accède au long métrage en juillet 2013 avec la sortie de Pokou, princesse ashanti, réalisé par Abel Kouamé, puis les autres productions du studio Afrika Toon. Plusieurs autres studios d'animation ivoiriens voient le jour pendant la même période, dont arobase studio et C'Kema. En avril 2015, plusieurs de ces studios s'associent pour former l'Association ivoirienne du cinéma d'animation (Aifa) afin de promouvoir le cinéma d'animation dans le pays. En 2018 l'AIFA parraine la lancement du festival du film d'animation d'Abidjan dont le but sera de participer au développement du cinéma d'animation en Afrique et de le promouvoir à l'international.

## Personnalités
- Réalisateurs ivoiriens
- Réalisatrices ivoiriennes
- Scénaristes ivoiriens de cinéma
- Acteurs ivoiriens de cinéma

### Acteurs
- Michel Gohou[8]
- Clémentine Papouet[9]
- Jimmy Danger

### Réalisateurs
- Sidiki Bakaba (né en 1949)
- Henri Duparc (1941-2006)
- Désiré Écaré (1939-2009)
- Claude Gnakouri (?-2005), Trois Fables à l'usage des Blancs en Afrique (1999)
- Roger Gnoan M'Bala (1943-2023)
- Michel Gohou (1963-)
- Souleymane Koly (1944-2014)
- Mory Traoré (?1950-)
- Yéo Kozoloa (1950-2008)
- Fadika Kramo-Lanciné (1948-2022)
- Philippe Lacôte (1969-)
- Guédéba Martin
- Bienvenu Neba (1945-)
- Rudy Rudiction (1974-)
- Kitia Touré (1956-2012)
- Jacques Trabi Gohi (1958-)

- Marie-Louise Asseu (Un homme pour deux sœurs)
- Isabelle Boni-Claverie (née en 1972, a réalisé deux courts-métrages et trois documentaires)
- Akissi Delta (née en 1960)
- Claudia Tagbo (née en 1973)